# Жевін
Жевін (пол. Rzewin) — село в Польщі, у гміні Бабошево Плонського повіту Мазовецького воєводства.
Населення — 324 особи (2011).
У 1975-1998 роках село належало до Цехановського воєводства.

## Демографія
Демографічна структура станом на 31 березня 2011 року:
|          | Загалом | Допрацездатний вік | Працездатний вік | Постпрацездатний вік |
| -------- | ------- | ------------------ | ---------------- | -------------------- |
| Чоловіки | 165     | 40                 | 108              | 17                   |
| Жінки    | 159     | 29                 | 94               | 36                   |
| Разом    | 324     | 69                 | 202              | 53                   |